# Gideon Force
Gideon Force je bila majhna britansko vodena regularna afriška sila, ki je izvajala gverilsko bojevanje proti italijanskim okupacijskim silam v Etiopiji med vzhodnoafriško kampanjo drugo svetovno vojne.
Pobudnik in poveljnik enote je bil major Orde Wingate, ki je enoto poimenoval po svetopisemskem sodniku Gideonu, ki je premagal številčno sovražnikovo vojsko z majhno skupino.
Zaradi poročila o uspehu enote, ki ga je med drugim prebral tudi Winston Churchill, je Wingate med burmansko kampanjo dobil dovoljenje za ustanovitev podobne enote in sicer čindite.